# أم درمان (مجلة)
أم درمان كانت مطبوعة شيوعية صدرت من القاهرة في الفترة من 1945 إلى 1946، موجهة إلى الجالية السودانية في مصر. عادت مجموعة الشيوعيين السودانيين التي عملت حول المجلة لاحقًا إلى السودان وقامت ببناء الحزب الشيوعي السوداني.
في عام 1944، قام هنري كورييل بتجنيد مجموعة صغيرة من الطلاب السودانيين في القاهرة للانضمام إلى حركته المصرية للتحرير الوطني (HAMTU)، وأصبحت أم درمان هي الناطق الرسمي باسم هذه المجموعة. صدر العدد الأول في 15 آذار 1945. في ذلك الوقت كانت أم درمان واحدة من مطبوعتين قانونيتين مرتبطتين بـ حركة التحرير الوطني (HAMTU). وتضمنت إصدارات أم درمان عمودًا افتتاحيًا، وتغطية إخبارية، وتعليقات سياسية، ومقالات عن العلوم والشعر والمراجعات الثقافية والموسيقية، وأقسامًا مخصصة للطلاب والنساء. يتكون فصيل أم درمان من حوالي 25-30 فردًا. وكان محمد أمين حسين المحامي مالكًا للمجلة، بينما كان عبد الذهب حسنين محررها.
أصبحت أم درمان مشهورة بين السودانيين في القاهرة. وقد قرأها مئات الطلاب السودانيين، الذين لم يتمكنوا عمومًا من الحصول على تغطية إخبارية كافية من بلدهم الأصلي. في حين دعمت الأحزاب المصرية السائدة فكرة الاتحاد المصري السوداني، دعم اتحاد طلاب السودان حق تقرير المصير للسودان وأن الشعبين المصري والسوداني يجب أن يقاتلا معًا ضد الإمبريالية البريطانية. اعتبارًا من عام 1946، زعمت أم درمان أن "أولئك هنا في مصر، الذين يدعون إلى الوحدة دون الحديث عن تقرير المصير ليسوا أقل خطورة من أولئك الذين يدعون إلى الانفصال في السودان". ركزت أم درمان بشكل كبير على الأسئلة المتعلقة بالقضايا الاجتماعية والاقتصادية والسياسية والثقافية السودانية. وتحدثت عن أحوال الطلبة السودانيين في مصر. وكان لهذا المنشور تأثير كبير على الجيل الأول من قادة الحركة الشيوعية السودانية.
سافر عبد الخالق محجوب وعبدو الذهب حسنين وشفيع أحمد إلى الخرطوم لبناء الحركة الشيوعية هناك. التقت مجموعة أم درمان مع فصيل صغير من الشيوعيين مقره الخرطوم، والذي نظَّمه جندي بريطاني يدعى هربرت ستوري (عضو الحزب الشيوعي لبريطانيا العظمى)، وفي 10 آب 1945 اتفق الفصيلان على بناء الحركة السودانية للتحرير الوطني كمنظمة موحدة (بحلول عام 1946 تم تأسيس الحركة السودانية للتحرير الوطني - والتي أصبحت فيما بعد الحزب الشيوعي السوداني).
صدر العدد الأخير من مجلة أم درمان في الأول من تموز عام 1946م. أُغلقَت أم درمان في 12 تموز 1946، كجزء من حملة شنتها حكومة إسماعيل صدقي ضد الحركات والمنشورات اليسارية.